# Notre-Dame de Boulogne

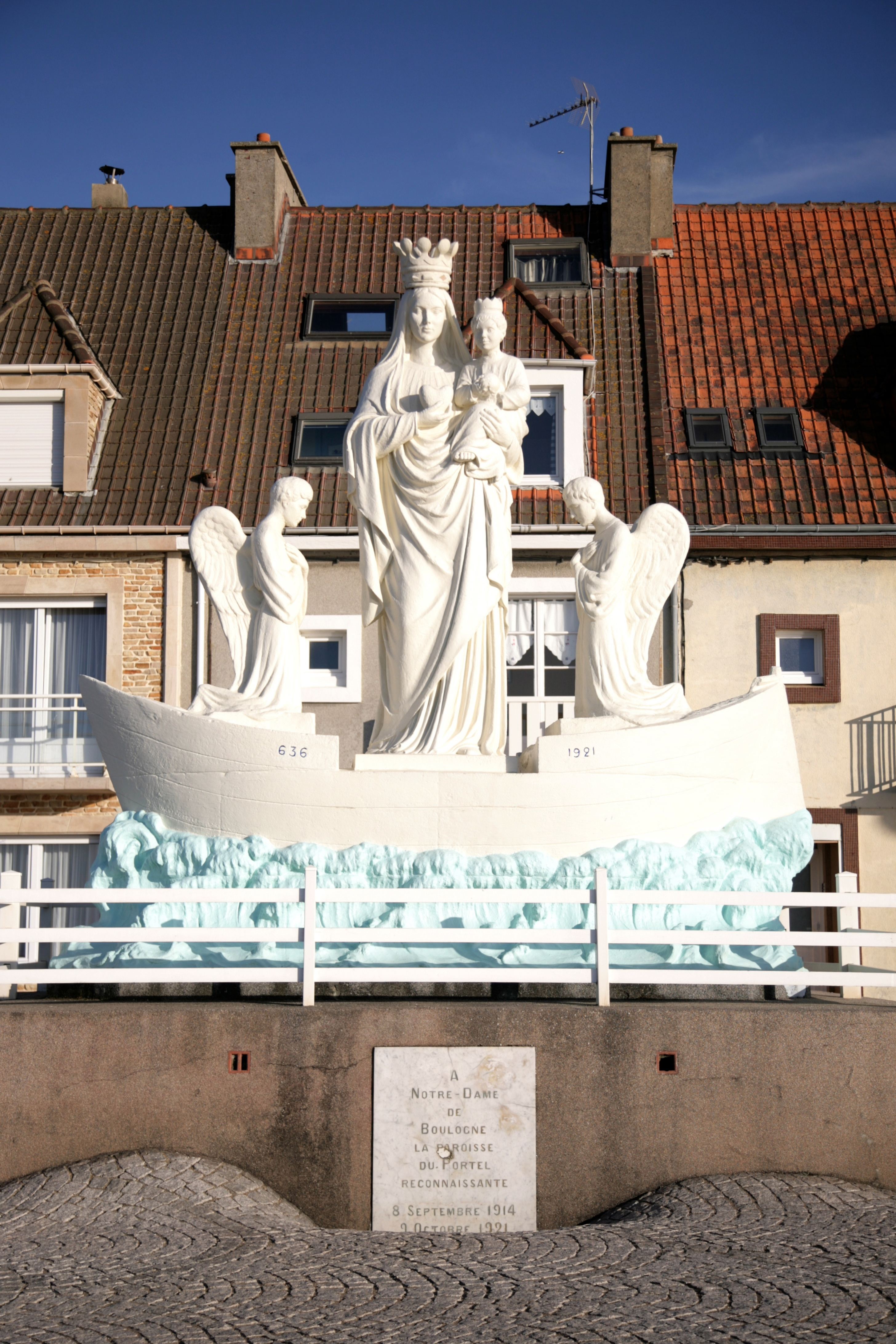
Notre-Dame de Boulogne

Notre-Dame de Boulogne is een beeld in de tot het Franse departement Pas-de-Calais behorende plaats Le Portel.

## Legende
Een legende verhaalt dat in het jaar 633, toen Sint-Audomarus bisschop was, een onbemande boot in het estuarium van Boulogne verscheen, waarin zich een Mariabeeld bevond dat met een helder licht was omstraald.
Het beeld werd in de kerk gedragen en naar verluidt vonden er vele wonderen plaats. Vanaf 1854 wordt een replica van het beeld jaarlijks door de stad gedragen.
In Le Portel werd een beeld op de Quai de la Vierge opgesteld. Het dateert van 1921 en werd in 1984 vernieuwd.